# Jakob Bresemann
Jakob Bresemann (født 22. oktober 1976) er en dansk fodboldspiller. Han har spillet 116 kampe for Lyngby Boldklub. Han skiftede til Lyngby Boldklub i 2007 fra Vejle Boldklub Kolding, der dengang bare hed Vejle Boldklub.
Han stoppede karrieren i 2012.